# Pristimantis shrevei
Espèce
Synonymes
- Eleutherodactylus urichi shrevei Schwartz, 1967
- Eleutherodactylus shrevei Schwartz, 1967

Statut de conservation UICN

 EN B1ab(iii) : En danger
Pristimantis shrevei est une espèce d'amphibiens de la famille des Craugastoridae.

## Répartition
Cette espèce est endémique de l'île de Saint Vincent à Saint-Vincent-et-les-Grenadines dans les petites Antilles. Elle se rencontre entre 275 et 922 m d'altitude.

## Étymologie
Cette espèce est nommée en l'honneur de Benjamin Shreve.

## Publication originale
- Schwartz, 1967 : Frogs of the genus Eleutherodactylus in the Lesser Antilles. Studies on the Fauna of Curaçao and other Caribbean Islands, vol. 24, p. 1–62.